# Harry Potter és a Főnix Rendje (film)
A Harry Potter és a Főnix Rendje (eredeti cím: Harry Potter and the Order of the Phoenix) 2007-ben bemutatott brit–amerikai film J. K. Rowling azonos című regénye alapján. A David Yates rendezésében, Michael Goldenberg forgatókönyvéből és David Heyman produceri közreműködésével készült film az ötödik a Harry Potter-sorozatban. A történet az ötödik évében követi nyomon Harry Pottert a Roxfort varázslóiskolában. A Mágiaügyi Minisztérium nem hajlandó tudomásul venni Lord Voldemort visszatértét, s köreiből a bürokrata Dolores Umbridge-t tanárnak nevezi ki a tanintézményben. A mozifilm a Warner Bros. Pictures és a Heyday Films gyártásában készült. Műfaját tekintve fantasy kalandfilm.
A forgatás 2006 februárjától novemberéig tartott, júniusban egy-egy hónapos szünet közbeiktatásával. Angliában és Skóciában került sor a külső helyszínek, a Leavesden Studiosban pedig a beltéri jelenetek felvételére. Az utómunkálatok és a vizuális effektek hozzáadása ezt követően több hónapon át tartottak. A film költségvetése jelentések szerint 75 és 100 millió angol font (150-200 millió amerikai dollár) volt.
A forgalmazó Warner Bros. 2007. július 12-én mutatta be A Főnix Rendjét az Egyesült Királyságban, míg az amerikai premier július 11-én volt, mind hagyományos és IMAX filmszínházakban. Magyarországon a film szintén július 12-től volt látható.
A Harry Potter és a Főnix Rendje minden idők hatodik legnagyobb bevételt elért bemutatója, kereskedelmileg és kritikailag is sikert aratott. A művei filmváltozatait folyamatosan dicsérő Rowling is elismerően nyilatkozott róla, „az eddig legjobbnak” nevezve a 2007-es epizódot. Peter Travers, a Rolling Stone magazin újságírója szerint szintén „az eddigi legjobb a sorozatból.” A film ötnapos nyitóhétvégéje világviszonylatban 333 millió dollárnak felelt meg, a valaha elért harmadik legmagasabbnak, s végül 939 milliós bevételt ért el, az éves lista második helyén befutvA Karib-tenger kalózai: A világ végén mögött.
A film mottója: "Új Rend születik".

## Cselekmény
Lásd még: Harry Potter és a Főnix Rendje
Harry Potter szokás szerint a Dursley családnál tölti a nyári szünidőt. Egy alkalommal a játszótéren találkozik unokatestvérével és annak bandájával, akik piszkálni kezdik őt és megsértik néhai anyja emlékét. Harry erre pálcát szegez Dudley torkához, ám hirtelen beborul az ég, majd vihar kezdődik. Harry és Dudley egy híd alá futnak, ahol dementorok jelennek meg. Harry elzavarja őket a patrónus bűbájjal, ám kuzinja sokkot kap. A híd alatt megjelenik Mrs. Figg, Dursleyék szomszédasszonya, akiről kiderül, a Főnix Rendjének egyik tagja, és Albus Dumbledore igazgató bízta meg, hogy figyelje Harryt. A fiú a vállán viszi haza Dudleyt, míg Figg elkíséri őket. Otthon Vernon bácsi és Petunia néni azonnal az autóba ültetik fiukat, hogy elvigyék kivizsgáltatni. Harry eközben egy üzenetet kap, amiben tárgyalásra idézik, iskolán kívüli varázslásért. Néhány alak nyit be a házba: Alastor Mordon, Nymphadora Tonks, Kingsley Shacklebolt és még néhányan. Mordon közli Harryvel, hogy elviszik a Főnix Rendjének a főhadiszállására. Mikor seprűvel odarepülnek, Harry meglepően veszi tudomásul, hogy a főhadiszállás Sirius háza, és hogy Perselus Piton is a rend tagja. Harry újra találkozik Siriussal, Ronnal, Hermionéval és a többi kedves ismerősével, barátjával. Sirius elárulja keresztfiának, hogy Voldemort valami olyat keres, ami legutóbb nem volt a birtokában, és ami Harryvel kapcsolatos.
Másnap Harry Ron apjával, Arthurral indul a Mágiaügyi Minisztériumba, a tárgyalásra. Ott Dumbledore és Mrs. Figg tanúskodásával végül felmentik Harryt. A tárgyalás után a diákok a Roxfort Expresszel utaznak a Roxfortba. Harry ismét találkozik Cho Changgal, és egy fura lánnyal: Luna Lovegooddal, akinek (mint Hermione véletlenül elárulta) Lüke Lovegood a csúfneve. Itt Harryt nagy meglepetés éri Draco Malfoy megjegyzésein kívül: senki nem hiszi el neki, hogy Voldemort nagyúr visszatért, sőt, azt gondolják, Harry végzett Cedric Diggoryval. Az iskola új tanárt is kap: Dolores Umbridge tanítja majd a Sötét Varázslatok Kivédését. Umbridge-nek a Minisztérium nagy hatalmat biztosít, így első dolga az, hogy ellenőrzi a tanárokat, majd a gyerekeket. Mikor a nő megpróbálja kirúgni Trelawney professzort, Dumbledore és McGalagony megakadályozzák ezt. Umbridge az első óráján közli, hogy hamarosan sor kerül az RBF (Rendes Bűbájos Fokozat-)-vizsgákra, és hogy az óráin a gyerekek a Minisztérium döntése értelmében nem varázsolhatnak. Mikor Harry ezt badarságnak nevezi, és Cedric meggyilkolását hozza fel példának, Umbridge az irodájába hívatja, majd fizikai fájdalmat okozó büntetőfeladatot ad neki (egy olyan pennával kell írnia, ami a véréből veszi a tintát). Argus Frics és a Mardekár ház lakói szimpatizálnak a nővel, s minden parancsát teljesítik, majd be is lépnek az úgynevezett Főinspektori Különítménybe.
Harry később az erdőben találkozik Lunával, aki thesztrálokkal játszik, amiket csak olyanok láthatnak, akik már találkoztak a halállal (Lunának az anyja, Harrynek pedig szülei haltak meg). Luna elmondja, hogy ő és apja hisz Harrynek Voldemort visszatérésével kapcsolatban. Harry, Hermione és Ron beszél Siriusszal, aki elmondja: a Minisztérium azért nem engedi varázsolni a gyerekeket, mert Cornelius Caramel szerint Dumbledore a Minisztérium megtámadására készül. Mivel Sirius és a rend szerint Voldemort újra akcióba lépett (egyre több ember tűnik el rejtélyes módon), Harry és a Griffendél tanulói egy „Dumbledore Serege” nevű csapatot szervez. Miután rátalálnak a Szükség Szobájára, elhatározzák: itt fognak varázslatokat gyakorolni. Egy gyakorlás után Harry és Cho egyedül marad, és egy csók csattan el köztük.
Egy éjszaka Harryre rémálom tör: ő maga Voldemort, és megkínozza Arthur Weasleyt. Mikor ezt jelenti Dumbledore-nak, a Minisztérium emberei valóban félholtan találnak Mr. Weasley-re. Dumbledore úgy gondolja, Voldemort és Harry elméje közt kapcsolat van, ezért látja azt, amit a Nagyúr is. Így a fiú kénytelen Pitonnal gyakorolni, hogy ki tudja védeni ezeket a támadásokat Voldemorttól. Harry, Ron és Hermione meglátogatják a frissen visszatért Hagridot, aki elmondja: Dumbledore kérésére az óriásokhoz látogatott el, hogy meggyőzze őket, álljanak a jó oldalra, s ne Voldermort mellé. Eközben Sirius tébolyodott unokanővére, Bellatrix megszökik az Azkabanból, néhány másik rabbal együtt. Később Neville elmondja Harrynek, hogy Bellatrix ölte meg a szüleit, akik még a régi Főnix Rendjének a tagjai voltak. A diákok bocsánatot kérnek Harrytől, amiért nem hitték el Voldemort visszatérését. Cho elárulja Harryéket, így Umbridge, Frics és a Madekáros tanulók rátalálnak a Szükség Szobájára. Mikor Umbridge megtudja, hogy a gyerekek egy „Dumbledore Serege” nevű rendet alapítottak, megpróbálja elfogatni a Minisztériummal az igazgatót, ám az főnixmadara, Fawkes segítségével elmenekül. Az eset után Umbridge lesz a Roxfort új igazgatója.
Hagrid elviszi Harryt, Hermionét és Ront a Tiltott Rengetegbe, ahol bemutatja nekik óriás féltestvérét, Grópot, majd megkéri őket, hogy vigyázzanak rá. A gyerekek megígérik neki, ám Hagrid utána még hozzáteszi: az erdőben élő kentaurok területét egyre csökkenti a Minisztérium, s ha ez így folytatódik, fel fognak lázadni. Egy különórán Piton becsmérelni kezdi Harry apját, mire a fiú belenéz Piton emlékeibe: Pitonból iskolás korában James Potter, Remus Lupin és Sirius Black gyakran űzött gúnyt. Mikor a tanár kibújik az emlékei elől, közli Harryvel: nem tart neki több foglalkozást. Eljön az RBF-vizsga ideje, ám Fred és George megzavarja azt: tűzijátékokat lő fel, mire a diákok semmibe veszik Umbridge-t. Csakhogy a jókedvet Harry látomása zavarja meg: látja, amint Voldemort a Mágiaügyi Minisztériumban megkínozza Siriust. Elhatározza: odamegy. Mivel csak Umbridge irodájából lehet szabadon hopponálni, Dumbledore Seregének néhány tagja betör oda, ám Umbridge és a Mardekárosok jelennek meg és elfogják őket. Itt Umbridge és Piton beszélgetéséből Harry megtudja, Cho egy szérum hatására árulta el őket. Harry és Hermione a Tiltott Rengetegbe csalogatják Umbridge-t, ahol Gróp és a kentaurok elfogják az igazgatónőt. Közben a többiek kiszabadulnak Dracóék karmai közül, így Harry, Ron, Hermione, Neville, Luna és Ginny thesztrálokkal repülnek el a Minisztériumba. A Rejtélyügyre belépve jóslatokat találnak, ám mikor Harry megtalálja a sajátját, Lucius Malfoy, Bellatrix Lestrange és néhány halálfaló jelenik meg. A csapat menekülni kényszerül, végül egy boltíves romnál kötnek ki. A halálfalók Harry kivétel minden gyereket elfognak, majd Malfoy Harrytől a jóslatot követeli. A jóslat azonban a földre esve megsemmisül, majd a Főnix Rendjének tagjai hopponálnak a helyszínre. Harc veszi kezdetét. Bellatrix egy Avada Kedavra átokkal végez Siriussal, mire Harry a menekülő nő után rohan és lefegyverzi azt. Csakhogy Voldemort és Dumbledore jelenik meg és újabb összecsapás kezdődik. Voldemort megpróbálja Harryt az elméjén keresztül elpusztítani, ám a fiú kivédi a támadást. Végül Caramel és emberei bukkannak fel, így a halálfalók és Voldemort menekülni kényszerülnek.
Újra Dumbledore lesz a Roxfort igazgatója, az újságok pedig kihirdetik Voldemort visszatérését és Caramel lemondását.

## Szereplők
| Színész              | Szereplő                                  | Magyar hang       |
| -------------------- | ----------------------------------------- | ----------------- |
| Daniel Radcliffe     | Harry Potter                              | Gacsal Ádám       |
| Rupert Grint         | Ron Weasley                               | Berkes Bence      |
| Emma Watson          | Hermione Granger                          | Szabó Luca        |
| Bonnie Wright        | Ginny Weasley                             | Csifó Dorina      |
| Matthew Lewis        | Neville Longbottom                        | Hám Bertalan      |
| Evanna Lynch         | Luna Lovegood                             | Kántor Kitty      |
| Robbie Coltrane      | Rubeus Hagrid                             | Hollósi Frigyes   |
| Michael Gambon       | Albus Dumbledore professzor               | Makay Sándor      |
| Maggie Smith         | Minerva McGalagony professzor             | Kassai Ilona      |
| Warwick Davis        | Filius Flitwick professzor                | Szokol Péter      |
| Emma Thompson        | Sybil Trelawney professzor                | Kovács Nóra       |
| Alan Rickman         | Perselus Piiton professzor                | Tahi Tóth László  |
| Brendan Gleeson      | Alastor "Rémszem" Mordon                  | Csuja Imre        |
| David Thewlis        | Remus Lupin                               | Cs. Németh Lajos  |
| Natalia Tena         | Nymphadora Tonks                          | Bognár Anna       |
| George Harris        | Kingsley Shacklebolt                      | Bognár Tamás      |
| Gary Oldman          | Sirius Black                              | Széles Tamás      |
| Ralph Fiennes        | Voldemort                                 | Forgács Péter     |
| Jason Isaacs         | Lucius Malfoy                             | Haás Vander Péter |
| Helena Bonham Carter | Bellatrix Lestrange                       | Balázs Ági        |
| Geraldine Somerville | Mrs. Lily Evans                           | nem szólal meg    |
| Adrian Rawlins       | Mr. James Potter                          | nem szólal meg    |
| Robbie Jarvis        | James Potter (1975-ben, Piton emlékeiben) | Czető Roland      |
| Fiona Shaw           | Petunia Dursley                           | Simon Eszter      |
| Richard Griffiths    | Vernon Dursley                            | Balázs Péter      |
| Harry Melling        | Dudley Dursley                            | Baráth István     |
| Jessica Hynes        | Mafalda Hopkirk                           | Hámori Eszter     |
| Sian Thomas          | Amelia Bones                              | Frajt Edit        |
| Kahtryn Hunter       | Mrs. Arabella Figg                        | Tóth Judit        |
| Chris Rankin         | Percy Weasley                             | nem szólal meg    |
| Jim McManus          | Aberforth Dumbledore, kocsmáros           | Garamszegi Gábor  |
| David Bradley        | Argus Frics                               | Varga Tamás       |
| Imelda Staunton      | Dolores Umbridge professzor               | Kiss Erika        |
| Robert Hardy         | Cornelius Caramel                         | Versényi László   |
| Tom Felton           | Draco Malfoy                              | Borbíró András    |
| Jamie Waylett        | Vincent Crak                              | Előd Botond       |
| Josh Heardman        | Gregory Monstro                           | Jelinek Márk      |
| Jamie Phelps         | Fred Weasley                              | Kováts Dániel     |
| Oliver Phelps        | George Weasley                            | Kováts Dániel     |
| Devon Murray         | Seamus Finnigan                           | Stukovszky Tamás  |
| Alfie Enoch          | Dean Thomas                               | Baradlay Viktor   |
| Shefali Chowdhury    | Parvati Patil                             | Patkó Csenge      |
| Afshan Azad          | Padma Patil                               | Patkó Csenge      |
| Katie Leung          | Cho Chang                                 | Tamási Nikolett   |
| Nick Shirm           | Zacharias Smith                           | Előd Botond       |
| William Melling      | Nigel Wolpert                             | Glósz András      |
| Timothy Bateson      | Sipor, házi manó                          | Harsányi Gábor    |

## Háttér
David Yates rendezőre esett a választás, miután a Harry Potter és a Tűz Serlegét jegyző Mike Newell visszautasította az ajánlatot, ahogy Jean-Pierre Jeunet, Matthew Vaughn és Mira Nair is. Yates úgy véli, azért kereste meg a stúdió, mert olyannak látták, aki képes levezényelni egy „feszült és érzelmes” filmet „politikai háttértörténettel”, amit egyik korábbi munkája, a Sex Traffic című televíziós dráma jól szemléltetett. Steve Kloves, az első négy Harry Potter-film forgatókönyvírójának egyéb elkötelezettségei akadtak, így Michael Goldenberg írta a szkriptet.
A Főnix Rendje próbái 2006. január 27-én kezdődtek, míg a forgatás február 6-án indult meg és 2006 november végén fejeződött be. A felvételek 2006 májusában két hónapig szüneteltek, hogy Radcliffe és Watson letehessék tanulmányi vizsgáikat. A film költségvetése 75 és 100 millió font között volt, ami 150-200 millió dollárnak felel meg.
A film vágója Mark Day, az operatőri posztot Sławomir Idziak töltötte be, a jelmezekért pedig Jany Temime felelt.
A David Yatesszel korábban már több ízben is együtt dolgozó Paul Harris koreográfust kérték fel a pálcával való összecsapások fizikai nyelvének és koreográfiájának megtervezésére.

### A szereplőválogatás
A szereplőválogatás már 2005 májusában megkezdődött, mikor Daniel Radcliffe bejelentette, hogy újra eljátszaná Harry szerepét. A Tűz Serlege bemutatóját övező médiaőrület közepette a legtöbb visszatérő szereplő úgy nyilatkozott, hogy folytatnák munkájukat a filmsorozatban, így Rupert Grint, Emma Watson, Matthew Lewis, Bonnie Wright, Katie Leung és Ralph Fiennes is.
Imelda Staunton 2005 októberében közölte, hogy eljátszaná a legfontosabb új szereplőt, Dolores Umbridge-t, s a további első ízben felbukkanó karakterek alakítóiról szóló bejelentések 2006-ba nyúltak át. Evanna Lynch-t több mint 15 ezer lány közül választották ki Luna Lovegood szerepére, amire jelentkezők mérföldes sorát generáló nyílt meghallgatást tartottak.
2005 februárjában kezdődött az a folyamatosan felbukkanó szóbeszéd, hogy Elizabeth Hurley játszaná el Bellatrix Lestrange-t, noha a Warner Bros. kijelentette, hogy „nincs semmiféle igazságtartalma” ezen értesüléseknek. 2005 augusztusában már Helen McCroryt kötötték a szerephez, s 2006. február 2-án ez hivatalossá is vált. Áprilisban azonban a színésznő felfedte, hogy három hónapos terhes, s kiszállt a produkcióból, mivel nem tudná elvégezni a szerep kívánta mozgalmas jeleneteket szeptemberben-októberben. Helyére Helena Bonham Carter került, amit 2006. május 25-én hoztak nyilvánosságra.
Bizonyos szereplők a filmben való szerepeltetésének avagy kihagyásának kérdése masszív rajongói spekulációt szült, ami a film bemutatása után tíz nappal megjelent utolsó könyv szempontjából is fontos. 2006 áprilisában Jim McManus képviselői közölték, a színész játssza Alberforth Dumbledore-t, Albus fivérét és a Szárnyas Vadkan csaposát. Egy héttel később a Warner elárulta, hogy a szerep „nagyon kicsi”, enyhítve a jelentőségével kapcsolatos spekulációkat, hiszen az utolsó regényig szövege sincs a szereplőnek. 2006 októberében az MTV úgy értesült, hogy Dobbyt, a házimanót kivágták az ötödik részből, ami cselekménybeli, s a pótlásával kapcsolatos kérdéseket vetett fel. Egy hónappal a befejező kötet megjelenése előtt arról is hírt adtak, hogy Siport, a Black-család házimanóját a szkript egyik vázlatában kivágták a filmből. Azonban miután Rowling meggyőzte az alkotókat szerepeltetéséről, mondván „Tudják, én nem [vágnám ki] a helyükben. Vagy megtehetik, de akkor a hetedik film készítésénél meg lesznek lőve”, visszavették a forgatókönyvbe.
Más epizódszerepeket a forgatókönyv fejlődése során hagytak el. A Tűz Serlege amerikai premierjén David Heyman producer elmondta, hogy a korábbi roxforti professzor, Gilderoy Lockhart, akit Kenneth Branagh alakított a Harry Potter és a Titkok Kamrájában, szerepelt a Főnix első változatában. A végső verzióban azonban sem a színész, sem a karakter nem bukkan fel. Tiana Benjamin eredetileg visszatért volna Angelina Johnsonként, a Griffendél kviddics-csapatának kapitányaként, azonban vissza kellett lépnie, mivel más elkötelezettsége akadt (az EastEnders című sorozatban játszotta Chelsea Foxot). A szereplőt az egész kviddics-vonallal együtt kivágták a filmből. Benjamin azonban a Főnix Rendje videójátékhoz rögzített hangklipeket.
Theo Walcott futballista családja cameo-szerepben tűnik fel a filmben. Maga Theo is megjelent volna, ám az Arsenalhoz való kötelezettsége miatt le kellett mondania róla.

### A díszletek
Ismét az első négy filmben is közreműködő Stuart Craig látta el a díszlettervezői feladatokat. A Mágiaügyi Minisztérium átriumához készült díszlet több mint 70 méter hosszú, ami a Potter-filmekhez valaha készült eddigi legnagyobbá teszi. Craig terveit a korai londoni metrómegállók ihlették, ahol, elmondása szerint az építészek „igyekeztek utánozni a klasszikus építészetet, de kerámiacsempét használtak”, s szintén hatással bírt a Tottenham Court Roadon található Burger King épülete, ahol „a kort tökéletesen idéző, fantasztikus viktoriánus homlokzat látható.” A Grimmauld tér 12 díszletének része a Black-család három falat beterítő falikárpitja; mikor a producerek közölték Rowlinggal, hogy pontos adatot szeretnének megjeleníteni minden névről és születési évről, az írónő a családfa egy teljes másolatát elfaxolta nekik. A Próféciák Termének díszletét teljes egészében digitálisan hozták létre. Egy ott játszódó harcjelenet során a jóslatok a földre zuhannak és széttörnek; ha mindezt fizikai mivoltában akarták volna megvalósítani, az előkészítése heteket vett volna igénybe.
Igor Karkaroff A Tűz Serlege-beli tárgyalási jelenetének díszletét duplájára növelték Harry tárgyalásához A Főnix Rendjében, de megőrizve a szimmetriáját. Az új professzor, Dolores Umbridge, noha olyan teremben tanít, ami már feltűnt korábbi filmekben, egy az elődeiétől merőben eltérő irodát birtokol. A díszletet újraöltöztették „bolyhos, rózsaszín tárgyakkal” és több tányérral, amiken a mozgó macskákat az utómunkálatos során animálták. Ehhez egy 24 órás fényképezést tartottak, hogy megörökítsék az állatok mozgását. A tollat, amit Umbridge ad Harrynek büntetőfeladatához, a díszlettervezők alkották meg.

### A forgatás
Noha a producerek keresték a lehetőségeket az Egyesült Királyságon kívüli forgatásra, végül újfent a watfordi Leavesden Studios szolgált számos belső jelenet helyszínéül, itt vették fel a Nagy Csarnokban, a Privet Drive-on és a Grimmauld tér 12 alatt játszódó jeleneteket.
A londoni helyszínek között szerepelt a Temze folyó, akozhoz a jelenetekhez, mikor a Főnix Rendje a Grimmauld tér 12-be, illetve Dumbledore Serege a Mágiaügyi Minisztériumba repül; ezekben a jelenetsorokban feltűnik a London Eye, a Canary Wharft, a Big Ben, a Buckingham Palace és a HMS Belfast hajó is. A 9 és háromnegyedik vágányon zajló cselekmény a King’s Cross pályaudvaron került felvételre, ahogy korábban is. Egy a Scotland Yard közelében lévő telefonfülkét használtak ahhoz, mikor Harry és Mr. Weasley belépnek a Minisztériumba, míg a stáb lezáratta a Westminster metróállomást 2006. október 22-én, hogy leforgathassák, mikor Arthur Weasley csatlakozik Harryhez a mágiaügyi minisztériumi perében. További jeleneteket vettek fel Oxford környékén, konkrétan a közeli Blenheim Palace-nál, Woodstockban.
Skóciaszerte különböző helyek szolgáltak a külső felvételek színhelyéül. Fort William volt alkalmas a nyitójelenethez szükséges 'hófödte hegyek és szorosok' bemutatására. Glenfinnanben is készültek felvételek, a Roxfort Expressz itt egy viadukton is áthalad, ahogy korábban másik három filmben is. A forgatás idején Skócia azon kevés részét képezte a forgatásra szintén igénybe vett Glen Coe és Glen Etive, ahol nem volt hó.
Több olyan helyszíni felvétel is készült, ami a film végső vágásában nem jelenik meg. Virginia Waterben rögzítették azon jelenetet, mikor McGalagony professzor felépül a rávetett bűbájból, míg Burnham Beeches szolgált színhelyéül annak, mikor Hagrid bemutatja osztályának a thesztrálokat.

### Vizuális effektek
A filmhez nem kevesebb mint 1400 vizuális effekt-felvételre volt szükség, ebből több mint 950-et a londoni székhelyű Double Neagative alkotott meg; nagyrészt a Szükség Szobájában, a Tiltott Rengetegben, a Próféciák Termében és a Halál Kamrájában játszódó jelenetekért feleltek. A previzualizációkon a hat hónapos munka 2005 szeptemberében kezdődött meg.
A film egy új szereplőjét, Grópot a Soul Capturing nevű, az Image Metrics által kifejlesztett új technológiával keltették életre. Tony Maudsley színész mozgását és arcjátékát használták az óriás mozgásának modellezésére.

### A filmzene
Az első három filmben közreműködő John Williamset és a negyedik rész zenéjét szerző Patrick Doyle-t Nicholas Hooper váltotta. Az új score-ban szerepel Hooper variációja a „Hedwig's Theme”-re, az eredetileg Williams által az első filmhez írt és az összes továbbiban is hallható főtémára. 2007 márciusában és áprilisában Hooper és a London Chamber Orchestra közel két órás anyagot vett fel a londoni Abbey Road Studiosban. A filmzenét, a filmhez és a könyvhöz hasonlóan, sötétebb tónusúnak tartják a korábbiakhoz viszonyítva. Ezt hangsúlyozván a két új főtéma Dolores Umbridge vészjósló új karakterét és Voldemort Nagyúr Harry elméjébe férkőzését reflektálja. Egy nagyméretű japán Taiko dobot is segítségül hívtak a mélyebb hangért az ütőhangszerek között. A filmzenealbum 2007. július 10-én kerül a boltokba, egy nappal a film amerikai premierje előtt.

## Eltérések a könyvhöz képest
- Ron és Hermione a filmben nem lesznek prefektusok.
- Ebből a részből a Kviddics teljes egészében kimarad, így Ron sem kerül be a csapatba őrzőnek.
- Percy a filmben nem küld levelet Ronnak, melyben arra kéri, szakítsa meg a kapcsolatot Harryvel.
- Harry sebhelye nem fájdul meg Umbridge szobájában, így nem kéri ki Sirius segítségét sem a filmben.
- A könyvben nem Neville találja meg a Szükség szobáját, hanem Dobby – aki egyáltalán nem tűnik fel a filmben – mesél róla Harrynek. Ezzel kapcsolatban annyi megjegyzendő, hogy Hermione magyarázza a többieknek a szoba funkcióját, holott a könyvben még nem is hallott a Jössz és mész szobáról.
- A filmből kimarad az a jelenet, amikor Petunia néni rivallót kap Dumbledore-tól, és ennek hatására úgy dönt, Harrynek náluk kell maradnia. Így nem is került bele az utolsó jelenetek közé az, amikor a varázsló elmeséli Harrynek, hogy életre hívta a vér köteléke bűbájt, amit Petunia pecsételt meg azzal, hogy befogadta Harryt.
- Harry és Tonks a főhadiszállásra menet versenyeznek a Temze fölött, a könyvben Rémszem a felhők fölé vezeti a csapatot. Nem szabadna, hogy a muglik lássák, hogy Harry és csapata repül, ezzel ellentétben ők mégis hajók mellett repülnek el.
- A filmből az is kimarad, amikor Arabella Figg a mű elején felelősségre vonja Mundugust, amiért őrizetlenül hagyja Harryt, kinek emiatt varázsolnia kell. A filmből egyébként Mundugus Fletcher karaktere teljesen kimarad.
- A filmből kimarad a Szent Mungo Varázsnyavalya- és Ragálykúráló Ispotály.
- A filmből kimaradt Rita Vitrol interjúja.
- A filmben nem szerepel Firenze, a kentaur.
- A filmben a gyerekek nem vesznek részt pályaválasztási tanácsadáson.
- A könyvben az ikrek még a vizsgákat megelőzően elhagyják a Roxfortot, míg a filmben a vizsgaírás közben szöknek el.
- Lily Evans a filmben nem szerepel, és a merengőbeli jelenet is jóval rövidebb, mint a könyvben.
- A filmben Cho Chang árulja el a titkos szakkört, míg a könyvben barátnője, Marietta (az ő karaktere teljesen kimarad a filmből).
- A filmben Harry nem a merengőben látta Piton megalázását hanem okklumencia órán, a bájitaltanár emlékei között.
- A filmben Harry nem lép kapcsolatba Siriussal Umbridge kandallóján át, miután látta Piton emlékét okklumencia órán. Később szintén nem bizonyosodik meg róla Sipor jóvoltából, hogy Sirius nincs a Grimmauld tér 12-n, ami egyébként hazugság volt.
- Dumbledore maga nem beszél Harrynek a jóslatról, ennélfogva jóval csökken a filmnéző szemében a jóslat fontossága. A beszélgetés nagyon kevés információt tartalmaz a filmben a próféciáról.

## Forgalmazás

### Marketing
Az első előzetes 2006. november 17-én debütált egy másik Warner-film, a Táncoló talpak vetítései előtt. Az interneten november 20-án vált elérhetővé, az említett film weboldalán. A nemzetközi trailer 2007. április 22-én volt először látható, míg az újabb észak-amerikai 2007. május 4-étől a Pókember 3 előadásait előzte meg.
Két, az interneten közzétett poszter, amin Harry hat iskolatársával látható, köztük Hermione Grangerrel, visszhangot váltott ki a médiában. Alapvetően ugyanolyan volt a két kép, de az egyik az IMAX-bemutatót reklámozta. Ezen az Emma Watson által életre keltett Hermione megjelenésén némileg változtattak: a mellei körvonalát manipulálták. Melissa Anelli, a The Leaky Cauldron rajongói oldal munkatársa így írt az esetről:
Emma Watson egy 15 éves lányt játszik, ő maga pedig nincs 18. Kiráz a hideg, ha arra az illetőre gondolok, aki ott ült, s így gondolkodott: 'Így, egy kicsit megigazítjuk a csípőjét, egy kicsit megnagyobbítjuk a melleit, adunk neki némi drámai megvilágítást és több szőke hajtincset, s máris sokkal jobb a kép.'
A Warner képviselői később úgy nyilatkoztak az ominózus poszterről, hogy „Ez egy nem hivatalos poszter. Sajnálatos módon került fel az IMAX-weboldalra.”
A Főnix Rendje videójáték változata, az EA UK tervezésében, 2007. június 25-én jelent meg, nagyjából két héttel a film bemutatója előtt. A Lego ezúttal csupán egyetlen terméket, a Roxfort modelljét készítette el a filmhez kapcsolódóan, ami az eddigi legkevesebb a vállalatok közti, a Potter-filmekre kiterjedő együttműködés során. A NECA játékfigura-sorozatot dobott piacra, míg a PopCo Entertainment kisebb méretben, de szélesebb választékkal szintén képviseltette magát.

### Bemutató
A Főnix Rendje a harmadik Harry Potter-film, ami egyszerre került IMAX és hagyományos mozikba is. Az IMAX verzió a teljes filmet 2-D-ben, az utolsó 20 percet pedig 3-D-ben prezentálja. A Warner Bros. vezetői 2007 márciusában több mint 10 000 vásznat terveztek a film számára.
A filmet nagyrészt egy kéthetes időszak alatt mutatták be július 11-étől számítva. A Warner igyekezett napra azonos premiert elérni a legtöbb országban „kivéve a Közel-Keletet és néhány kisebb piacot, mert legtöbbjükben nyaralni mennek akkortájt.” A nyári bemutató, noha a Potter-filmek nagyobb részt télen kerültek mozikba, „igazán megnöveli a lehetőségeinket,” nyilatkozta a Warner szóvivője.
A film tesztvetítései 2007 márciusában kezdődtek Chicago körzetében. A kalózkodás megelőzése végett szigorú ellenőrzés folyt egy japán vetítés során; a Warner biztonsági őrei kamerás mobiltelefonokat vagy kisebb rögzítésre alkalmas eszközökért kutatták át a belépőket. A világpremier Tokióban volt, 2007. június 28-án; az Egyesült Államokban a MySpace-felhasználók online profiljuk másolatával ingyen tekinthették meg a filmet nyolc különböző városban országszerte ezen a napon, premier előtt. A brit bemutatóra 2007. július 3-án került sor a londoni Odeon Leicester Square-en, ahol megjelent a szerző, J.K. Rowling is. Az első amerikai vetítés július 8-án történt Los Angelesben. A premiert követően a filmsorozat három ifjú sztárja, Radcliffe, Grint és Watson abban a megtiszteltetésben részesült, hogy egy ceremónia keretében a Grauman' Chinise Theater előtti betonban megörökítették kézlenyomatukat, lábnyomukat és „pálcalenyomatukat.”
Eredetileg a Warner Bros. 2007. szeptember 6-ára jelölte ki az ausztrál bemutatót, közel két hónappal legtöbb más ország bemutatóját követően. Azonban az ausztrál Harry Potter közösség panaszait, és egy 2000 aláírással bíró petíciót követően a dátumot előrehozták július 11-ére, s egyúttal az amerikai és brit indulás időpontja is előbbre tolódott, július 13-ról 11-re, illetve 12-re.
Annak ellenére, hogy a könyv a leghosszabb a sorozatban, a 133 perces filmváltozat az eddigi legrövidebb.

## Fogadtatás

### Jelentősebb díjak és jelölések
| Díj       | Kategória                 | Jelöltek                                              | Nyert-e? |
| --------- | ------------------------- | ----------------------------------------------------- | -------- |
| BAFTA-díj | legjobb díszlet           | Stuart Craig és Stephanie McMillan                    |          |
| BAFTA-díj | legjobb vizuális effektek | Tim Burke, Emma Norton, John Richardson és Chris Shaw |          |

A film 8 díjat nyert el különböző kritikusi és szakmai szervezetektől.